# Joseph Williams
Joseph Stanley Williams, ameriški vokalist in skladatelj filmske glasbe, * 1. september 1960, Santa Monica, Kalifornija, Združene države Amerike.
Joseph Williams je ameriški rockovskipevec in skladatelj filmske glasbe. Najbolj je znan po svojem delu v skupini Toto. Williams je sin skladatelja filmske glasbe Johna Williamsa ter igralke in pevke Barbare Ruick in vnuk jazzovskega bobnarja Johnnyja Williamsa in igralk Melville Ruick in Lurene Tuttle.

## Kariera

### Toto
Joseph Williams je bil glavni pevec skupine Toto v sredini 80. let dvajsetega stoletja. S skupino je posnel albuma Fahrenheit (1986) in The Seventh One (1988), nato pa je skupino, zaradi osebnih težav, zapustil. Njegov glas lahko slišimo tudi na albumu Toto XX (1998), ki vsebuje starejše prej neizdane skladbe skupine Toto. Sodeloval je tudi na albumu Falling in Between (2006), kjer ga lahko slišimo pri skladbi »Bottom of Your Soul«. Williams je prav tako kot gost sodeloval na nekaterih koncertih skupine Toto.
Od leta 2010 je Williams zopet glavni pevec skupine Toto. Skupini se je ponovno pridružil med njihovo obuditveno turnejo. Kot glavni vokalist je sodeloval na albumu v živo 35th Anniversary - Live in Poland, kot tudi na albumu Toto XIV.

### Pevec
Williams je svoj prvi solo album izdal leta 1982. Po svojem sodelovanju s skupino Toto, je izdal še več svojih albumov. Veliko članov iz skupine Toto je skozi leta sodelovalo pri njegovih solističnih projektih. Leta 2003 je izdal album Vertigo, projekt, ki ga je sam začel, vendar je sodeloval le pri snemanju vokalov. Drugi Vertigo album Vertigo 2, je izšel leta 2006. Istega leta je Williams izdal album Two of Us. Album vsebuje izključno priredbe skladb znanih glasbenih izvajalcev, kot so Elton John, Bryan Adams, Diane Warren in Kevin Cronin. Leta 2007 je izdal nova dva albuma Smiles in Tears, kjer je prispeval vokale in klavir. Ta albuma prav tako vsebujeta hite znanih izvajalcev. Njegov zadnji album z lastnimi skladbami This Fall, je izšel novembra 2008.

### Filmska glasba
Williams je prav tako zaposlen s komponiranjem filmske glasbe. Njegova najbolj znana filmska glasba je glasba, ki jo je napisal za znanstvenofantastično serijo Roswell in film The Lyon's Den. Leta 2003 je bil nominiran za nagrado Emmy za »Izjemno tematsko glasbo« za TV serijo Miracles. Napisal je tudi glasbo za miniserijo Category 7: The End of the World in TV film Momentum. Williams je tudi avtor angleškega besedila pesmi »Lapti Nek« iz filma Star Wars Episode VI: Return of the Jedi, za katerega je glasbo napisal njegov oče, John Williams. Joseph je prav tako za isti film napisal »Max Rebo Band source cues« in »unknown source cue«.

### Ostali projekti
Williams je deloval tudi kot studijski vokalist in je sodeloval na številnih projektih drugih avtorjev, kot tudi na snemanjih filmske glasbe. Prispeval je spremljevalne vokale na albumu Petra Cetera World Falling Down in sodeloval je tudi pri pisanju skladbe »Man In Me«, prispeval je glavne vokale na treh skladbah – »Walk The Wire«, »History« in »When You Look In My Eyes« z albuma Jaya Graydona Airplay for the Planet, prispeval je spremljevalne vokale na albumu Jona Andersona In the City of Angels. Na Disneyjevem animiranem filmu Levji kralj ga lahko slišimo pri skladbah »Adult Simba«, »Hakuna Matata« in »Can You Feel the Love Tonight«. Leta 1997 in 1998 je prispeval vokale na dveh albumih skupine The West Coast All Stars, kot ostali vokalisti so sodelovali še Bobby Kimball, Bill Champlin in Jason Scheff. Pel je tudi spremljevalne vokale pri skladbi »King of Might Have Been« z albuma skupine Chicago Chicago XXX (2006), kot tudi pri skladbi »Let's Take a Lifetime« na albumu Chicago XXXII: Stone of Sisyphus. Sodeloval je tudi pri pisanju skladbe »What You're Missing«, ki je izšla na albumu Chicago 16. Prav tako je Williams prispeval spremljevalne vokale na solo albumu Stevea Lukatherja Ever Changing Times, kot tudi na albumu All's Well That Ends Well.

## Diskografija

### S skupino Toto
- Fahrenheit (1986)
- The Seventh One (1988)
- Toto XX: 1977-1997 (1998)
- Falling in Between (2006)
- 35th Anniversary - Live in Poland (2014)
- Toto XIV (2015)

### Solo
- Joseph Williams (1982)
- I Am Alive (1996)
- 3 (1997)
- Early Years (1999)
- Vertigo (2003)
- Two of Us (2006)
- Vertigo 2 (2006)
- Smiles in Tears (2007)
- This Fall (2008)
- Williams/Friestedt (2011)

### Ostalo
- 1983: Lapti Nek (Urth)
- 1984: Which One Of Us Is Me (Jay Gruska)
- 1985: Save The Night (Goonies soundtrack)
- 1985: Sleepess Nights (Alan Gorrie)
- 1988: In The City of Angels (Jon Anderson)
- 1989: My Heart In Red (Ijiima Mari)
- 1990: Tatsuro Songs from L.A. (Compilation)
- 1990: Toy Matinee (Toy Matinee)
- 1991: Tatsuro Songs from L.A. 2 (Compilation)
- 1991: Fade In Love (Compilation)
- 1992: Re-Import (Compilation)
- 1992: Goody's (Compilation)
- 1992: The Radical Light (Vonda Shepard)
- 1993: Airplay for the Planet (Jay Graydon)
- 1993: L.A. Cowboys / Endless Summer (Compilation)
- 1994: Love Stories 3 (Compilation)
- 1994: The Lion King (Original Movie Soundtrack)
- 1997: California Dreamin' (West Coast All Stars)
- 1998: Naturally (West Coast All Stars)
- 1999: ELT Songs From L.A. (Compilation)
- 1999: In A Dream (Lionel's Dad)
- 2002: LA Project (Peter Friestedt)
- 2006: Avalon (The Richie Zito Project)
- 2008: LA Project II (Peter Friestedt)
- 2008: Holy God (Brian Doerksen)
- 2014: My Kind O' Lovin'  (Intelligent Music Project II)